# کیسی لاک وود
کیسی لاک وود (انگلیسی: Casey Lockwood؛ زادهٔ ۵ نوامبر ۱۹۸۵) بازیکن بسکتبال اهل نیوزیلند است.
وی در مسابقات کشوری و بین‌المللی در مجموع برندهٔ ۱ مدال نقره شده‌است.